# Berlin-Haselhorst
Haselhorst is een stadsdeel van Berlijn en behoort tot het district Spandau.

## Ligging
In Haselhorst mondt de Spree uit in de Havel. Deze rivier vormt ook de grens met de andere wijken Spandau en Hakenfelde. In het noorden vormt het Berlin-Spandauer Schiffahrtskanal de grens, alhoewel de over aan de overkant wel nog bij Haselhorst hoort. In het noordoosten scheidt een lus van het kanaal Haselhorst van het eiland Gartenfeld, dat tot Siemensstadt behoort. De grens met Siemensstadt heeft geen natuurlijke grenzen. In het zuiden vormt een oude arm van de Spree de grens. Het schiereiland Sophienwerder, dat geen landgrens heeft met Haselhorst behoort ook tot deze wijk. 

## Geschiedenis
Haselhorst werd voor het eerst vermeld in 1590 en was lange tijd een landelijk gebied. Bij de volkstelling van 1871 woonden er slechts 108 mensen. Tegen het einde van de negentiende eeuw werden er woonwijken bijgebouwd en groeide de bevolking. In 1908 reed de elektrische tram ‘’Spandau-Nonnendamm’’ door Haselhorst om Spandau te verbinden met het snelgroeiende Siemensstadt. In 1910 werd Haselhorst, dat tot dan toe een Gutsbezirk was, opgenomen in de stad Spandau. In 1919 werd op basis van het Verdrag van Versailles de wapen- en kruitfabriek die in de negentiende eeuw geopend werd weer gesloten. In 1920 ging Spandau op in Groot-Berlijn en was Haselhorst aanvankelijk een wij van Spandau. Op 15 oktober 1929 werd de wijk overgeheveld naar Siemensstadt. Het gebied bleef tot het einde van de jaren twintig ook nog steeds landelijk. Tussen 1930 en 1935 werden 3450 appartementen gebouwd voor ruim 10.000 mensen waardoor de bevolking drastisch groeide. 
In 1950 werd Haselhorst een apart deel van Spandau. Om ruimte te maken voor nieuwe gebouwen werden in de periode 1965 tot 1971 vrijwel alle oude gebouwen die nog bewaard gebleven waren gesloopt. Slechts enkele huizen bleven bewaard, deze staan sinds 1995 op de monumentenlijst. 

## Bezienswaardig
De citadel van Spandau die, gescheiden door de Havel, recht tegenover de oude binnenstad van Spandau ligt, bevindt zich op het grondgebied van Haselhorst. De Juliustoren uit de 13de eeuw is het oudste nog bestaande gebouw van heel Berlijn. 

## Sport
SC Alemannia 06 Haselhorst werd in 1906 opgericht en speelde in 1925/26 en 1928/29 in de toenmalige hoogste klasse. In de jaren vijftig speelde de club ook nog vijf seizoenen in de tweede klasse. Intussen is de club weggezakt naar de laagste reeksen van het Berlijnse voetbal. 
Falkenhagener Feld |
Gatow |
Hakenfelde |
Haselhorst |
Kladow |
Siemensstadt |
Spandau |
Staaken |
Wilhelmstadt